# 千代保稲荷神社
千代保稲荷神社（ちよほいなりじんじゃ）は、岐阜県海津市平田町三郷1980にある稲荷神社である。おちょぼさんと呼び親しまれる。

## 概要
岐阜県西濃地方や愛知県尾張地方などではお千代保稲荷（おちょぼいなり）と呼ばれ、毎年、NHKの各地の初詣の賑わいの中で、報道される。京都の伏見稲荷、愛知の豊川稲荷とともに日本三大稲荷の一つともされる。
ただし、神社側は日本三大稲荷の一つであることを認めていない。

## 歴史
平安時代、源八幡太郎義家の六男の義隆が分家する際、森の姓をもらいうけ、義家より「先祖の御霊を千代に保て」と祖神と共に宝剣と義家の肖像画を受け賜わったのが始まりと伝えられる。千代保稲荷神社の名も、この言葉からきている。後に室町時代の文明年間（1469年 - 1486年）、子孫の森八海がこの地に祖神を祀ったのが開祖となり、現在は19代目という。

## 祭神
商売繁盛、縁結び、合格祈願などにご利益がある。伏見稲荷や豊川稲荷と比べるとかなり小規模だが、年間250万人が参拝している。特に正月三ヶ日や月末月始の月並祭、15日は大変混雑する。商売繁盛の神社という特色上、同じ西濃地方の南宮大社などに比べ、税理士などの専門職も含め自営業者の参拝が多い。
- 大祖大神
- 稲荷大神
- 祖神

## 境内
「先祖の御霊を千代に保て」という教えより、現在でも境内ではお札やお守り等は一切出していない。ただし角柱形の御神籤箱によるおみくじは置かれている。拝殿横に、持ちあげて、その重さが自分が予想したよりも軽いと願いが叶うという丸い石が、置いてある。百度石の先には、足止めや行方不明者を帰す足止め祈願のために、無数の靴が、五寸釘で打ち付けられた大木が所在する。全国的には、左側の狛犬の足にヒモを巻いて足止めする。
- 本殿
- 霊殿
- 精霊殿
- 畳殿
- 燈明場
- 手水舎
- 百度石
- おもかる石
- 平和祈念館
- 温故集成館
- 福寿稲荷神社
- 荷席稲荷神社
- 弘法大師堂

## 門前町

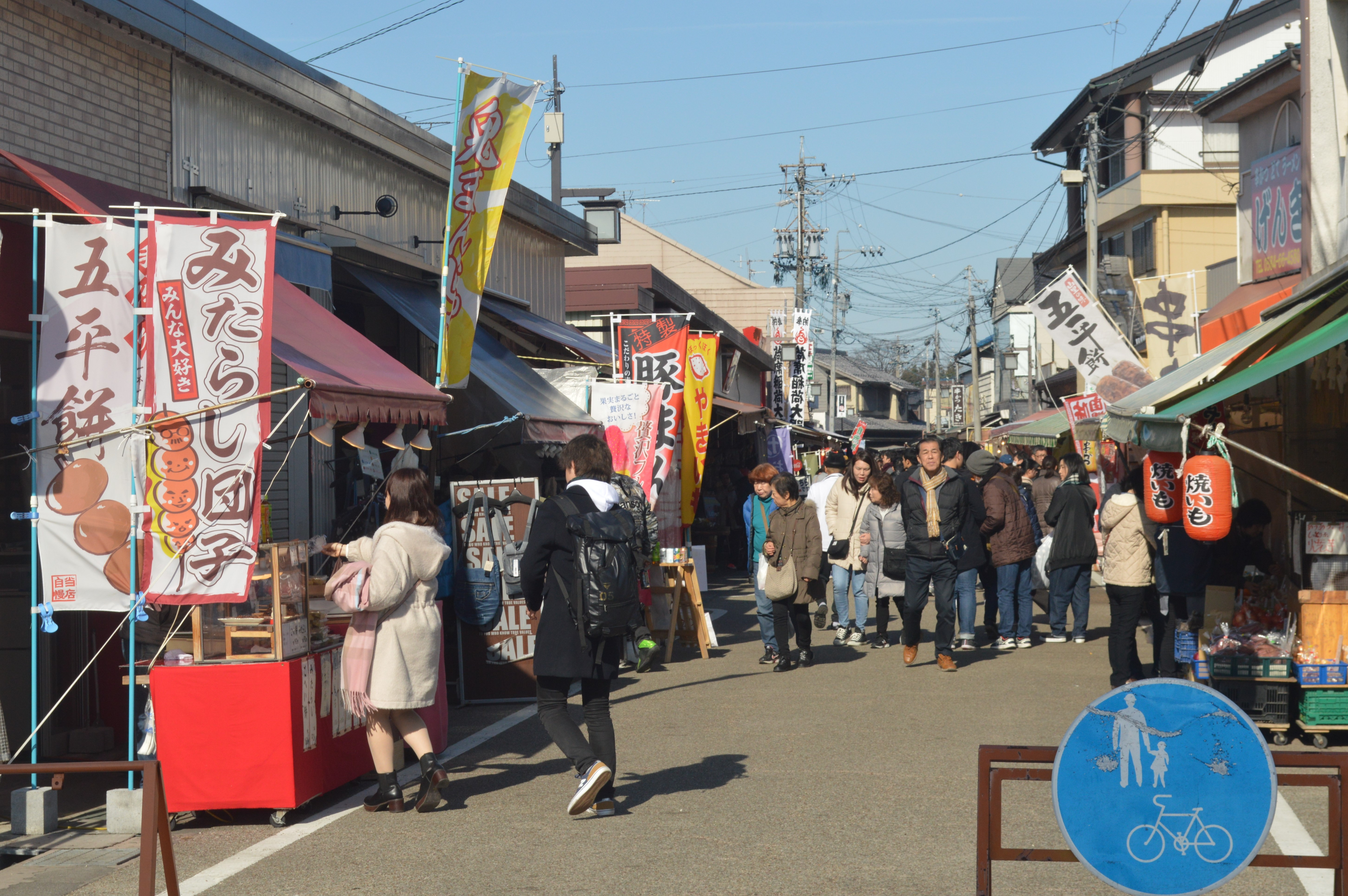
初詣客で賑わう門前町

バス停留所のある大尻地区から須脇地区まで約150店が軒を連ねる。境内ではお札やお守り等は一切出していないため、この門前町には縁起物を扱う店が多い。また、名物としては川魚料理（鰻・鯰・モロコの甘露煮・鮒味噌など）、昭和20年代に大尻地区にある手造りくさ餅総本家中村家が始めた草餅とみたらし団子。漬物に加えて最近になると串カツ、土手煮と、五平餅等が売られている。
特に串カツとどて串は、テレビで紹介されるほどに有名で、玉家など多くの店が軒を連ねている。かつては大豊泰昭（元中日他野球選手）の店もあり、晩年を過ごした場所でもある。客は軒先で立ったまま揚げたての串カツを自由に摘んで、どて串を煮込む鍋の味噌仕立ての煮汁に各自が漬け入れて食べる。土日や祝祭日には活況を見せる。

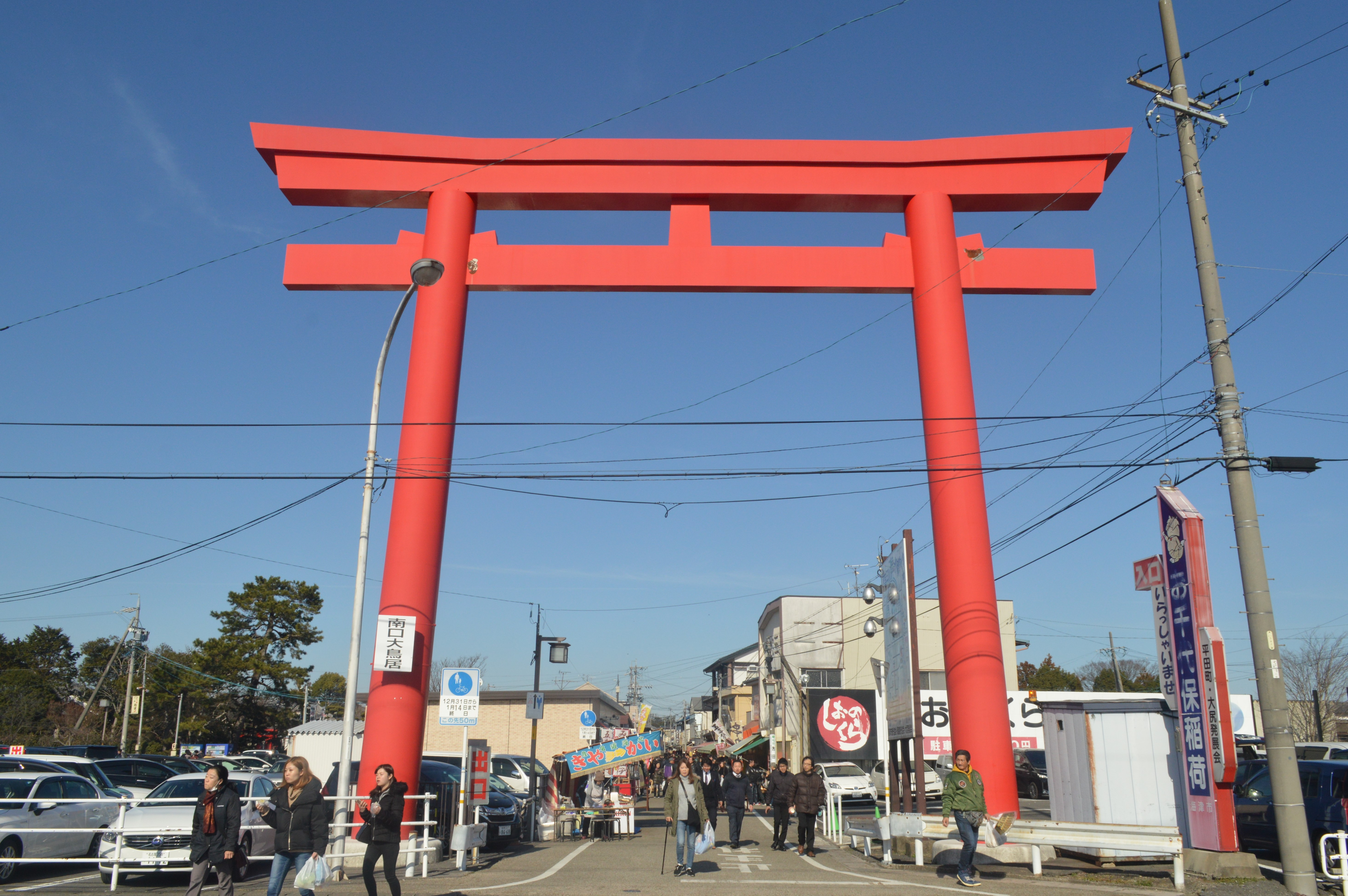
南口大鳥居（大尻）
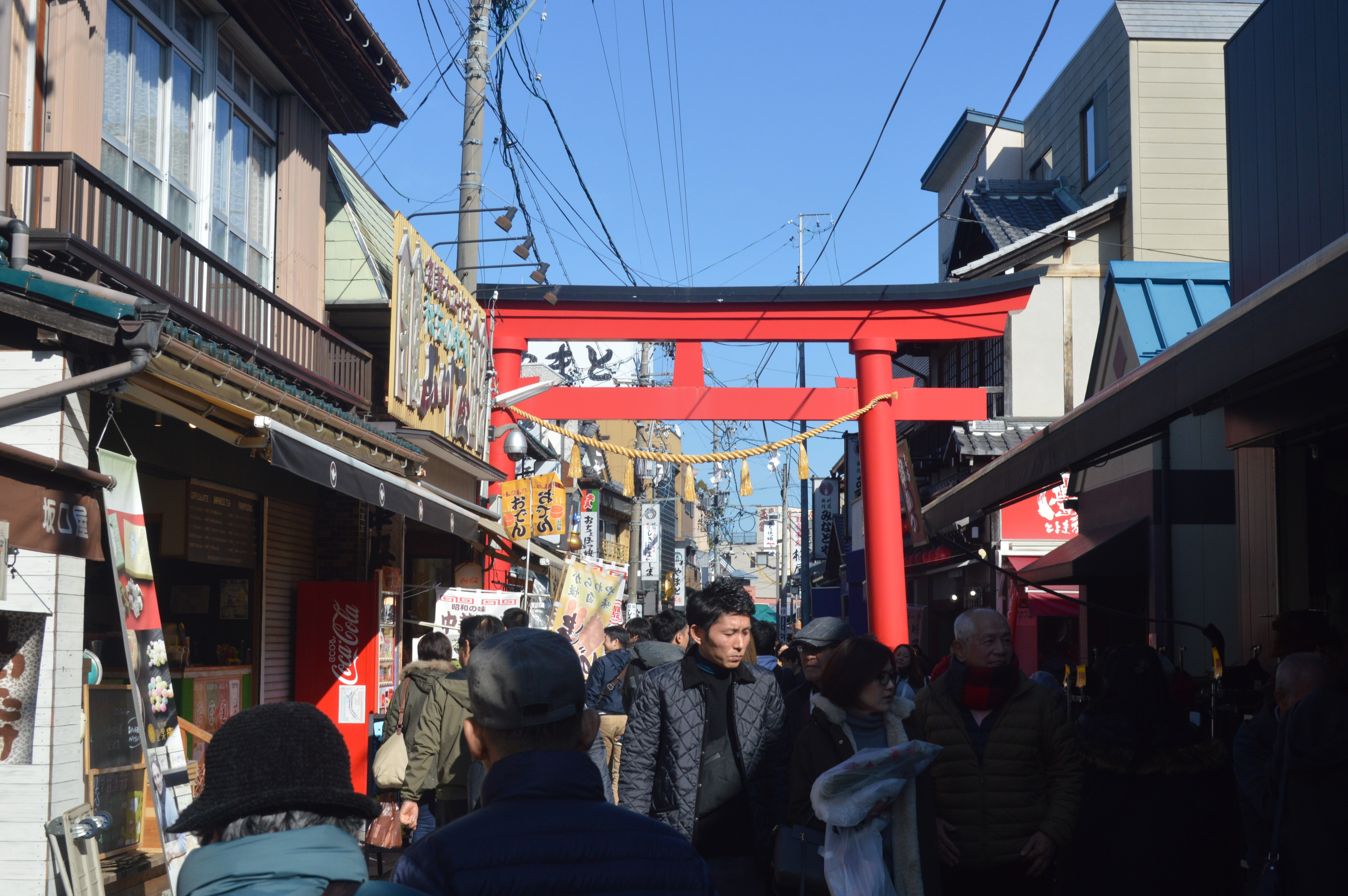
中鳥居（大尻・須脇）
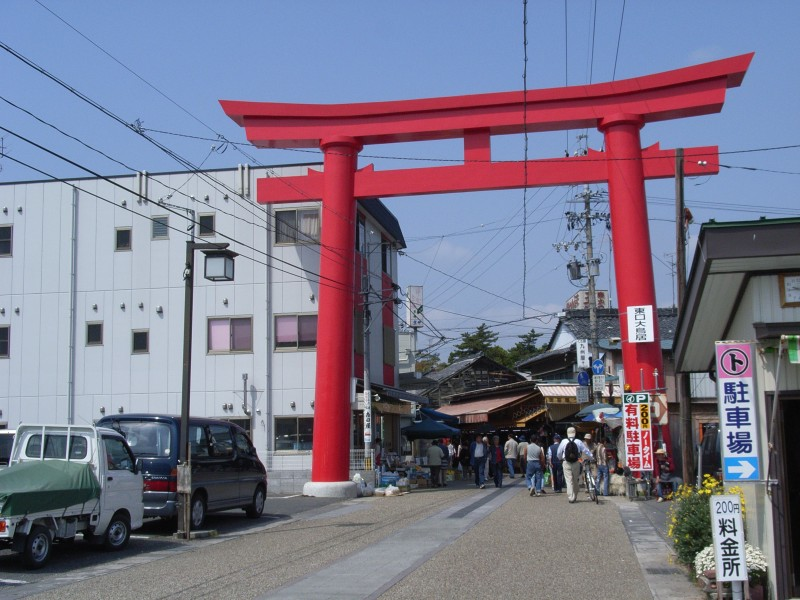
東口大鳥居（須脇・裏門、者結方面）
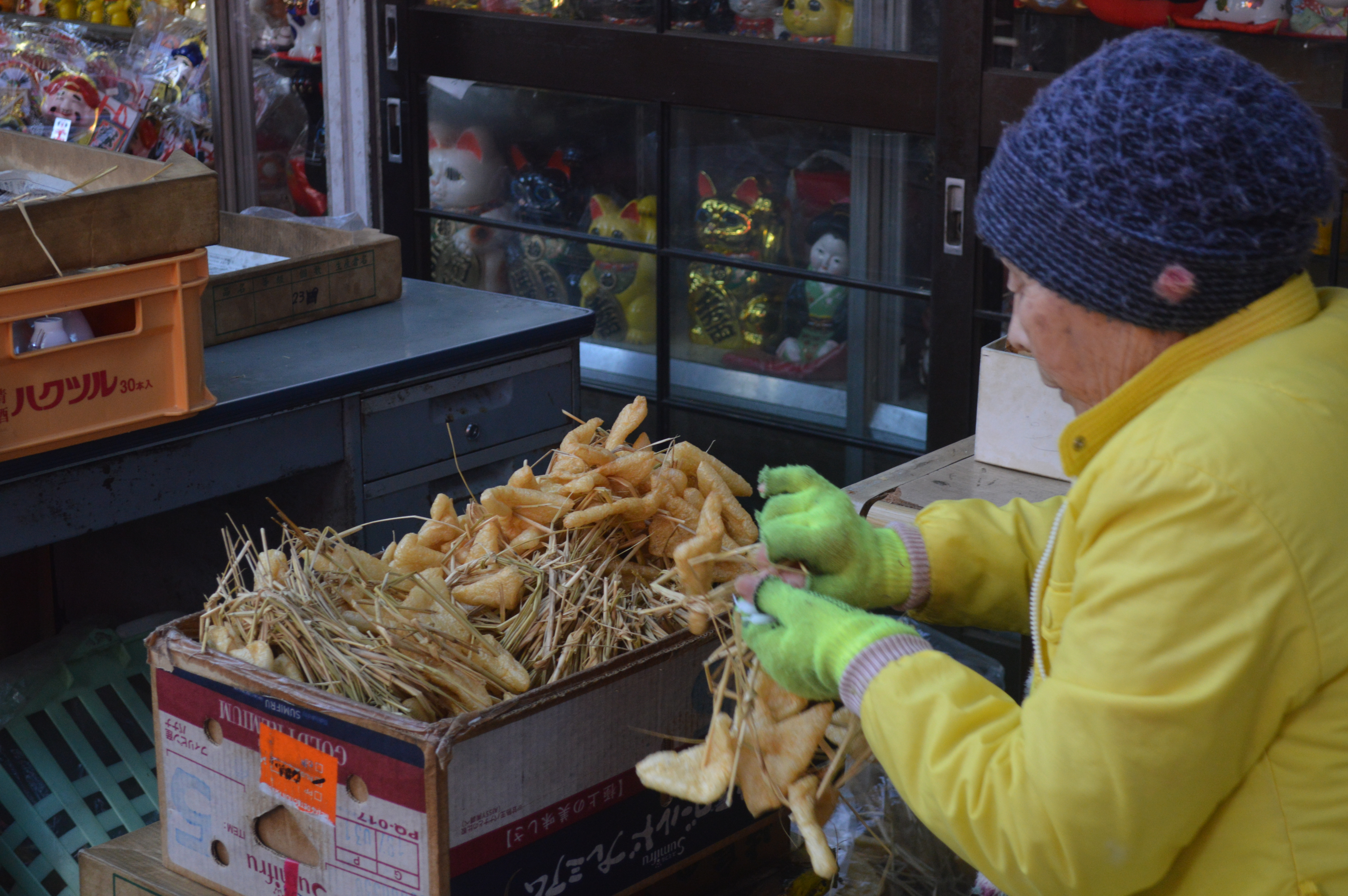
お供え油揚げ

## 行事
- 毎月月末の日の夜から翌日1日の明け方にかけ、夜通しで月越参り（つきこしまいり）という縁日が開催される[3]。朝方まで営業しているお店も多い。
- 初詣(はつもうで)
- 初午(はつうま) 植木市、陶磁器市がたつ.
- 秋祭り 昭和時代には、関西から漫才師を招いて演芸会や映画上映会、地元の力自慢が、競う相撲大会があった。

## 立地

### 所在地
小高い砂丘の中腹に所在する。
- 岐阜県海津市平田町三郷須脇

### 周辺の施設等
- 早川家住宅 - 国の重要文化財

### 交通アクセス
電車・バス
- 名鉄名古屋駅より岐阜方面笠松駅下車
  - 　笠松駅より名鉄竹鼻線・羽島線に乗車し、新羽島駅で下車。岐阜羽島駅より、海津市コミュニティバス「海津羽島線」に乗車し、「お千代保稲荷」下車[海 1]。
- 名阪近鉄バス
  - 　海津線（大垣駅前乗車～今尾・海津市役所下車）
  - 　にしみのライナー（名古屋駅乗車～名神大垣または、安八下車）

ともに停留所よりタクシー。
昭和時代には、名鉄竹鼻線 大須駅より岐阜バスおちょぼ稲荷線が運行されていた。南口大鳥居東側に須脇案内所とバスターミナルがあったが、少子高齢化社会となり、廃止された。
自動車
- 名神高速道路の安八スマートインターチェンジより車で約10分。大垣インターチェンジまたは、岐阜羽島インターチェンジより車で約15分。

## 支所

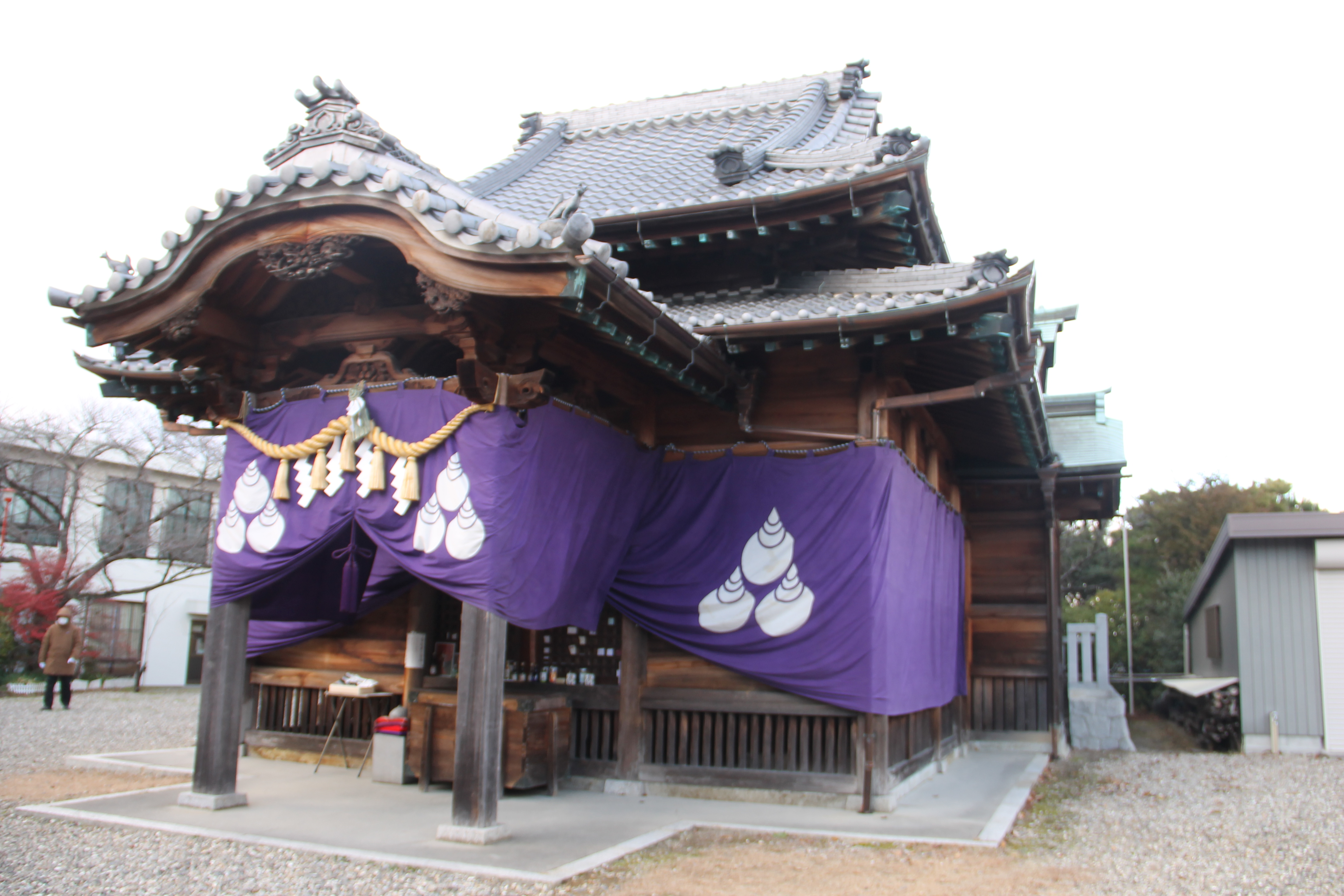
愛知県名古屋市千種区園山町にある名古屋支所

愛知県名古屋市千種区に1952年（昭和27年）創建の名古屋支所がある。

## その他
参拝の際に小銭と一緒に、お供えの稲藁で結んだ油揚げをお供えするのが、特徴である。油揚げと蝋燭は、神社石段の登り口にあるお店で、1組50円で販売されている。